# Бетті Вайт
Бетті Меріон Вайт (англ. Betty Marion White; нар. 17 січня 1922, Оук-Парк, Іллінойс — пом. 31 грудня 2021, Лос-Анджелес, Каліфорнія) — американська акторка, комедіантка та телеведуча, найбільш відома своїми ролями в телесеріалі «Золоті дівчата», а також у «Шоу Мері Тайлер Мур». Грала головну роль у ситкомі «Красуні в Клівленді» за яку отримала «Премію Гільдії кіноакторів США за найкращу жіночу роль у комедії» у 2011 році. Вона також випустила кілька книг за період своєї кар'єри, протяжністю більш ніж сімдесят років.

## Кар'єра
За телевізійну кар'єру акторку нагородили сімома преміями «Еммі», і ще двадцять разів вона була номінована на нагороду. Бетті Вайт єдина акторка, яка перемогла в усіх можливих комедійних номінаціях премії. Її внесок у телебачення був відзначений зіркою на «Голлівудської алеї слави».
У травні 2010 року Бетті Вайт стала найстаршою людиною, що вела знамените шоу «Суботнього вечора в прямому ефірі», за виступ у якому вона також отримала премію «Еммі». Бетті — активний захисник тварин і одна з зоряних засновників благодійного фонду «Morris».
Бетті Вайт є почесним президентом організації Actors and Others for Animals, у якій бере участь з 1971 року.
Серед її кіноролей найвідоміші були у фільмах «Злива» (1998), «Історія про нас» (1999), «Лейк Плесід: Озеро страху» (1999), «Освідчення» (2009) і «Знову ти» (2010).

## Вибрана фільмографія
| Рік       |    | Українська назва                         | Оригінальна назва                                      | Роль                   |
| --------- | -- | ---------------------------------------- | ------------------------------------------------------ | ---------------------- |
| 1985—1992 | с  | Золоті дівчата                           | The Golden Girls                                       | Роуз Найлунд           |
| 1988      | с  | Санта-Барбара                            | The Golden Girls                                       | камео                  |
| 1988      | с  | Дні нашого життя                         | Days of Our Lives                                      | камео                  |
| 1992—1993 | с  | Золотий палац                            | The Golden Palace                                      | Роуз Найлунд           |
| 1998      | ф  | Злива                                    | Hard Rain                                              | Дорін Сірс             |
| 1999      | ф  | Лейк Плесід: Озеро страху                | Lake Placid                                            | місіс Долорес Бікерман |
| 1999      | ф  | Історія про нас                          | The Story of Us                                        | Ліліан Джордан         |
| 1999      | с  | Еллі Мак-Біл                             | Ally McBeal                                            | доктор Ширлі Флотт     |
| 1999      | мс | Король гори                              | King of the Hill                                       | Дороті / Еллен / Делія |
| 2000      | ф  | Пригоди слона                            | Whispers: An Elephant's Tale                           | Раунд                  |
| 2000      | мс | Дика сімейка Торнберрі                   | The Wild Thornberrys                                   | Софі Гантер            |
| 2000      | мс | Сімпсони                                 | The Simpsons                                           | сама себе              |
| 2001      | мф | Дика сімейка Торнберрі: Походження Донні | The Wild Thornberrys: The Origin of Donnie             | бабуся Софі            |
| 2002      | с  | Провіденс                                | Providence                                             | Джуліанна              |
| 2002—2003 | с  | Шоу 70-х                                 | That '70s Show                                         | Беа Сігурдсон          |
| 2003      | мс | Похмурі пригоди Біллі та Менді           | The Grim Adventures of Billy & Mandy                   | місіс Дулін            |
| 2004      | с  | Практика                                 | The Practice                                           | Кетрін Пайпер          |
| 2004      | с  | Малькольм у центрі уваги                 | Malcolm in the Middle                                  | Сільвія                |
| 2004      | мс | Батько прайду                            | Father of the Pride                                    | бабуся Вілсон          |
| 2005      | с  | Джої                                     | Joey                                                   | Маргарет Блай          |
| 2005—2008 | с  | Юристи Бостона                           | Boston Legal                                           | Кетрін Пайпер          |
| 2006      | с  | Мене звати Ерл                           | My Name Is Earl                                        | місіс Мей Роуз Візмер  |
| 2006      | мс | Сім'янин                                 | Family Guy                                             | сама себе              |
| 2006—2009 | с  | Зухвалі і красиві                        | The Bold and the Beautiful                             | Енн Дуглас             |
| 2007      | с  | Не краса по-американськи                 | Ugly Betty                                             | сама себе              |
| 2007      | мс | Сімпсони                                 | The Simpsons                                           | сама себе              |
| 2008      | па | Рибка Поньо на кручі                     | яп. 崖の上のポニョ англ. Ponyo on the Cliff by the Sea | Йоші                   |
| 2009      | ф  | Кохання і танці                          | Love N' Dancing                                        | Ірен                   |
| 2009      | ф  | Освідчення                               | The Proposal                                           | бабуся Енні            |
| 2009      | с  | 30 потрясінь                             | 30 Rock                                                | сама себе              |
| 2010      | ф  | Знову ти                                 | You Again                                              | бабуся Банні           |
| 2010      | с  | Спільнота                                | Community                                              | професор Джун Бауер    |
| 2010—2015 | с  | Кралі в Клівленді                        | Hot in Cleveland                                       | Елка Островські        |
| 2012      | мф | Лоракс                                   | The Lorax                                              | бабуся Норма           |
| 2015—2017 | с  | Кістки                                   | Bones                                                  | доктор Бет Маєр        |
| 2016      | мс | Губка Боб Квадратні Штани                | SpongeBob SquarePants                                  | Беатріс                |
| 2017      | с  | Молоді й голодні                         | Young & Hungry                                         | міс Берніс Вілсон      |
| 2019      | мф | Історія іграшок 4                        | Toy Story 4                                            | Байті Вайт             |